# NGC 993
NGC 993 је елиптична галаксија у сазвежђу Кит која се налази на NGC листи објеката дубоког неба.
Деклинација објекта је + 2° 3' 1" а ректасцензија 2h 36m 46,0s. Привидна величина (магнитуда) објекта NGC 993 износи 13,7 а фотографска магнитуда 14,7. NGC 993 је још познат и под ознакама NGC 994, UGC 2095, MCG 0-7-52, CGCG 388-63, PGC 9910.